# Luvtjärnen
Luvtjärnen är en sjö i Åre kommun i Jämtland och ingår i Indalsälvens huvudavrinningsområde. Sjön har en area på 0,108 kvadratkilometer och ligger 645,4 meter över havet. Sjön avvattnas av vattendraget Björbäcken.

## Delavrinningsområde
Luvtjärnen ingår i det delavrinningsområde (706402-137211) som SMHI kallar för Mynnar i Gråvalsån. Medelhöjden är 514 meter över havet och ytan är 19,55 kvadratkilometer. Det finns inga avrinningsområden uppströms utan avrinningsområdet är högsta punkten. Björbäcken som avvattnar avrinningsområdet har biflödesordning 3, vilket innebär att vattnet flödar genom totalt 3 vattendrag innan det når havet efter 367 kilometer. Avrinningsområdet består mestadels av skog (68 procent), sankmarker (19 procent) och kalfjäll (11 procent). Avrinningsområdet har 0,26 kvadratkilometer vattenytor vilket ger det en sjöprocent på 1,3 procent.